# ازوورب
ازوورب (بالإنجليزية: Isworb)‏ نظام تصنيف الشركات بحسب دعمها لإسرائيل، إلى ثلاثة تصنيفات رئيسية: القائمة السوداء، القائمة الرمادية، والقائمة البيضاء، بحسب معايير محددة، وتُنشر بيانات التصنيف على الموقع الإلكتروني باللغات العربية والتركية والانجليزية والفرنسية.

## التسمية
"ازوورب" اختصار لجملة "هل هو أبيض أو أسود؟" باللغة الانجليزية (بالإنجليزية: Is it White or Black)‏.

## المعايير
يشمل نظام تصنيف "ازوورب" ما يلي:
1. القائمة السوداء: الشركات التي تدعم إسرائيل رسميًا بطرق مختلفة، بما في ذلك البيانات الرسمية، والمساهمات في صناعات الدفاع الإسرائيلية، أو ملكية كيانات إسرائيلية.
2. القائمة الرمادية: الشركات التي ليس لها تحيز واضح أو دليل كافٍ لتصنيفها على أنها مُدرجة في القائمة السوداء أو القائمة البيضاء. قد تتضمن هذه الفئة أيضًا الشركات التي تم إدراج كياناتها الأم في القائمة الرمادية.
3. القائمة البيضاء: الشركات التي تدعم فلسطين رسميًا دون إبداء دعم لإسرائيل. عادة ما تكون علامات تجارية محلية أو بدائل يتم اختيارها من هذه القائمة.

## التصنيف
إطار عمل تصنيف ازوورب يمر بالمراحل التالية:

### البحث عن الشركات
تُجمع أسماء الشركات ويتم تصنيفها بناءً على صناعاتها ومواقعها الجغرافية، مستخدمين كلاً من تقنية الذكاء الاصطناعي والرقابة البشرية.

### جمع البيانات
يجمع الموقع الإلكتروني لتصنيف ازوورب معلومات رسمية عن الشركات، بما في ذلك بيانات وأدلة دعمها لإسرائيل إن وُجدت، وتُصحب المعلومات بروابط مصادرها ليتم التحقق منها.

### تصنيف الشركات
تُصنَّف الشركات وفقًا لمستوى دعمها لإسرائيل حسب البيانات التي يتم جمعها.

### ترشيح الشركات
يمكن للمستخدمين ترشيح الشركات بناءً على تفضيلات تصنيفهم.

### إرفاق الموارد
توجد روابط للتحقق من المعلومات المُقدمة على الموقع.

### الاعتراضات
يمكن للمستخدمين تقديم اعتراضاتهم على أي معلومات مُقدمة، والتي يتم التحقق منها ودمجها في التحديثات حسب الضرورة.

## روابط خارجية
- الموقع الرسمي